# Liste von Kirchengebäuden im Landkreis Uckermark
Die Liste von Kirchengebäuden im Landkreis Uckermark gibt eine vollständige Übersicht der im Landkreis Uckermark im Nordosten des Landes Brandenburg vorhandenen Kirchengebäuden mit ihrem Status, Adresse, Koordinaten und einer Ansicht (Stand Januar 2022).

## Liste
| Ort               | Bezeichnung                                          | Lage                                                                                    | Glaubensrichtung                             | Bemerkungen | Außenansicht    | Innenansicht   | Denkmal-ID | Wikidata-Eintrag |
| ----------------- | ---------------------------------------------------- | --------------------------------------------------------------------------------------- | -------------------------------------------- | --- | --------------- | -------------- | ---------- | ---------------- |
| Ahrensdorf        | Schul- und Bethaus                                   | Templin OT: Ahrensdorf Zum Seehof 19 (Lage)                                             | evangelisch                                  | Datierung 1911 | weitere Bilder  |                | 09131361   |                  |
| Alt Placht        | Kirchlein im Grünen                                  | Templin OT: Alt Placht (Lage)                                                           | evangelisch                                  | Datierung 1686/1700 Restaurierung 1993–1997 | weitere Bilder  | Innenansichten | 09130416   | Q1743318         |
| Altkünkendorf     | Dorfkirche                                           | Angermünde OT: Altkünkendorf (Lage)                                                     | evangelisch                                  | Datierung 1300 ca. Umbau 1870/1890 | weitere Bilder  |                | 09130259   | Q44213948        |
| Angermünde        | Stadtkirche St. Marien                               | Angermünde OT: Angermünde Kirchplatz 5 (Lage)                                           | evangelisch                                  | Datierung 1246/1275 Umbau 1401/1500 1520/1526 Restaurierung und Umgestaltung 1866–1867                                                                                                | weitere Bilder  | Innenansichten | 09130264   | Q2327872         |
| Angermünde        | Heilig-Geist-Kapelle                                 | Angermünde OT: Angermünde Berliner Straße (Lage)                                        | reformiert                                   | Datierung 1301/1400 Umbau 1401/1500 | weitere Bilder  |                | 09130265   | Q1565337         |
| Angermünde        | Kirche Mariä Himmelfahrt                             | Angermünde OT: Angermünde Gartenstraße 4 (Lage)                                         | katholisch                                   | Datierung 1894 | weitere Bilder  |                | 09130266   |                  |
| Angermünde        | Franziskaner-Klosterkirche Peter und Paul            | Angermünde OT: Angermünde Klosterstraße (Lage)                                          | profaniert                                   | Datierung 1201/1300 Umbau vor 1300 und 1301/1400. | weitere Bilder  | Innenansichten | 09130263   | Q1450221         |
| Angermünde        | Martinskirche                                        | Angermünde OT: Angermünde Martinsplatz (Lage)                                           | altlutherisch                                | Datierung 1854 Umgestaltung 1968–1969 Restaurierung 2003 | weitere Bilder  |                | 09130268   | Q83986267        |
| Angermünde        | Neuapostolische Kirche                               | Angermünde OT: Angermünde Wiesenstraße (Lage)                                           | neuapostolisch                               | Datierung 1929 / Entwurf Albert Gericke | weitere Bilder  |                | 09130265   |                  |
| Annenwalde        | Dorfkirche Annenwalde                                | Templin OT: Annenwalde (Lage)                                                           | evangelisch                                  | Datierung 1833 / Entwurf Karl Friedrich Schinkel Restaurierung 1992–1996 und 2002–2003                                                                                                | weitere Bilder  | Innenansichten | 09130417   | Q1244106         |
| Arendsee          | Wüste Kirche                                         | Nordwestuckermark OT: Arendsee (Lage)                                                   | Ruine                                        | Datierung 1246/1255 | weitere Bilder  |                | 09130010   |                  |
| Bagemühl          | Dorfkirche                                           | Brüssow OT: Bagemühl Hauptstraße 21 (Lage)                                              | evangelisch                                  | Datierung 1201/1300 Umbau und Erweiterung 1875–1877 | weitere Bilder  |                | 09130011   |                  |
| Bandelow          | Dorfkirche                                           | Uckerland OT: Bandelow Bandelow 35 (Lage)                                               | evangelisch                                  | Datierung 1898 | weitere Bilder  |                | 09130711   |                  |
| Basedow           | Dorfkirche                                           | Prenzlau OT: Basedow Am Weinberg 1c (Lage)                                              | evangelisch                                  | Datierung 1889–1890 | weitere Bilder  |                | 09130852   |                  |
| Battin            | Dorfkirche                                           | Brüssow OT: Battin (Lage)                                                               | Ruine                                        | Datierung 1201/1300 Umbau 1746/1755 Teilzerstörung 1939/1945 | weitere Bilder  |                | 09130067   |                  |
| Baumgarten        | Dorfkirche                                           | Schenkenberg OT: Baumgarten (Lage)                                                      | evangelisch                                  | Datierung 1251/1300 Umbau 1709 Restaurierung 1994–1995 | weitere Bilder  |                | 09130085   |                  |
| Bebersee          | Schul- und Bethaus                                   | Templin OT: Bebersee (Lage)                                                             | evangelisch                                  | Datierung 1911 Umbau 1961 | Bild gesucht BW |                | 09130853   |                  |
| Beenz             | Dorfkirche                                           | Lychen OT: Beenz Chaussee 1 (Lage)                                                      | evangelisch                                  | Datierung 1251/1300 Umbau 1733–1734 | weitere Bilder  |                | 09130359   |                  |
| Beenz             | Dorfkirche                                           | Nordwestuckermark OT: Beenz Heidereiterweg (Lage)                                       | ehemals reformiert, jetzt evangelisch-uniert | Datierung 1251/1300 Umbau 1792–1793 Restaurierung 1983 und 1999 | weitere Bilder  | Innenansichten | 09130012   |                  |
| Berkenlatten      | Wüste Kirche Berkenlatten                            | Gerswalde OT: Berkenlatten Berkenlatten 1 (Lage)                                        | Ruine                                        | Datierung 1251/1300 | weitere Bilder  |                | 09130483   | Q1530722         |
| Berkholz          | Dorfkirche                                           | Schwedt/Oder OT: Berkholz-Meyenburg Kirchstraße 6 (Lage)                                | evangelisch                                  | Datierung 1887 Restaurierung 1994–2005 | weitere Bilder  |                | 09130361   | Q101849467       |
| Berkholz          | Dorfkirche                                           | Boitzenburger Land OT: Berkholz (Lage)                                                  | evangelisch                                  | Datierung 1251/1300 Umbau 1713 Umbau 1701/1800 | weitere Bilder  |                | 09130360   | Q101848544       |
| Bertikow          | Dorfkirche                                           | Uckerfelde OT: Bertikow (Lage)                                                          | evangelisch                                  | Datierung 1251/1300 Umbau 1837 Restaurierung 1988–1993 | weitere Bilder  |                | 09130362   | Q92735791        |
| Beutel            | Bethaus                                              | Templin OT: Beutel Beuteler Straße 27 (Lage)                                            | evangelisch                                  | Datierung 1866 | Bild gesucht BW |                |            |                  |
| Biesenbrow        | Dorfkirche                                           | Angermünde OT: Biesenbrow Kirchsteig (Lage)                                             | evangelisch                                  | Datierung 1201/1300 Brand 1909 Wiederaufbau 1912 Restaurierung 1952 | weitere Bilder  | Innenansichten | 09130363   |                  |
| Bietikow          | Dorfkirche                                           | Uckerfelde OT: Bietikow Chausseestraße 4 (Lage)                                         | evangelisch                                  | Datierung 1251/1300 Umbau und Erweiterung 1701/1800 | weitere Bilder  |                | 09130017   |                  |
| Blankenburg       | Dorfkirche                                           | Oberuckersee OT: Blankenburg An der Kirche (Lage)                                       | evangelisch                                  | Datierung 1251/1300 |                 |                | 09130018   |                  |
| Blankensee        | Wüste Kirche                                         | Mittenwalde OT: Blankensee (Lage)                                                       | Ruine                                        | Datierung 1200/1300 | Bild gesucht BW |                | 09130564   |                  |
| Blankensee        | Dorfkirche                                           | Mittenwalde OT: Blankensee (Lage)                                                       | evangelisch                                  | Datierung 1701/1800 Restaurierung 1994–1997 | weitere Bilder  | Innenansichten | 09130563   |                  |
| Blindow           | Dorfkirche                                           | Prenzlau OT: Blindow Landstraße (Lage)                                                  | evangelisch                                  | Datierung 1251/1300 Umbau 1850 und 1885 und 1917 Restaurierung 1995–2000 | weitere Bilder  |                | 09130019   |                  |
| Blumberg          | Dorfkirche                                           | Casekow OT: Blumberg Wartiner Straße 1 (Lage)                                           | evangelisch                                  | Datierung 1250 ca. Wiederaufbau und Umbau 1651/1700 | weitere Bilder  |                | 09130375   |                  |
| Blumenhagen       | Kapelle                                              | Schwedt/Oder OT: Blumenhagen (Lage)                                                     | evangelisch                                  | Datierung 1990 | Bild gesucht BW |                |            |                  |
| Boitzenburg       | Klosterkirche                                        | Boitzenburger Land OT: Boitzenburg (Lage)                                               | Ruine                                        | Datierung 1270/1300 Teilzerstörung 1637 | weitere Bilder  |                | 09130380   | Q1750060         |
| Boitzenburg       | Pfarrkirche St. Marien auf dem Berge                 | Boitzenburger Land OT: Boitzenburg Goethestraße (Lage)                                  | evangelisch                                  | Datierung 1251/1300 Erweiterung und Umbau 1701/1800 Umbau 1846/1855 Restaurierung 2000–2008                                                                                           | weitere Bilder  | Innenansichten | 09130379   | Q45764812        |
| Bölkendorf        | Dorfkirche                                           | Angermünde OT: Bölkendorf Bölkendorfer Straße 18 (Lage)                                 | evangelisch                                  | Datierung 1251/1300 Erweiterung und Umbau 1767 | weitere Bilder  |                | 09130396   |                  |
| Briest            | Dorfkirche St. Nikolai                               | Schwedt/Oder OT: Briest Hauptstraße 1 (Lage)                                            | evangelisch                                  | Datierung 1251/1300 Restaurierung 1931–1939 Restaurierung 1980–1982 | weitere Bilder  | Innenansichten | 09130398   |                  |
| Bruchhagen        | Dorfkirche                                           | Angermünde OT: Bruchhagen Zum Sernitzbruch 12 (Lage)                                    | evangelisch                                  | Datierung 1251/1300 Umbau 1980/1989 | weitere Bilder  |                | 09130399   |                  |
| Brüsenwalde       | Wüste Kirche                                         | Boitzenburger Land OT: Brüsenwalde (Lage)                                               | Ruine                                        | Datierung 1251/1300 | Bild gesucht BW |                | 09130497   |                  |
| Brüssow           | Altlutherische Kirche                                | Brüssow OT: Brüssow Karl-Marx-Straße 16a (Lage)                                         | profaniert                                   | Datierung 1859–1860 | weitere Bilder  |                | 09130071   |                  |
| Brüssow           | Kirche St. Sophia                                    | Brüssow OT: Brüssow Puschkinstraße 27 (Lage)                                            | evangelisch                                  | Datierung 1251/1300 Umbau und Erweiterung 1301/1315 Umbau 1701/1800 Umbau 1836 Restaurierung 1995–1996                                                                                | weitere Bilder  |                | 09130022   |                  |
| Buchholz          | Wüste Kirche                                         | Gerswalde OT: Buchholz (Lage)                                                           | Ruine                                        | Datierung 1200/1300 | Bild gesucht BW |                |            |                  |
| Carmzow           | Dorfkirche                                           | Carmzow-Wallmow OT: Carmzow (Lage)                                                      | evangelisch                                  | Datierung 1246/1255 Umbau 1801/1900 Restaurierung 2003 | weitere Bilder  |                | 09130025   |                  |
| Casekow           | Dorfkirche                                           | Casekow OT: Casekow (Lage)                                                              | evangelisch                                  | Datierung 1251/1300 Umbau und Erweiterung 1855 Teilzerstörung und Wiederaufbau 1946–1953                                                                                              | weitere Bilder  |                | 09130405   |                  |
| Cremzow           | Dorfkirche                                           | Carmzow-Wallmow OT: Cremzow (Lage)                                                      | evangelisch                                  | Datierung 1246/1255 Umbau 1860 Restaurierung 2002 | weitere Bilder  |                | 09130026   |                  |
| Criewen           | Dorfkirche                                           | Schwedt/Oder OT: Criewen Park 3a (Lage)                                                 | evangelisch                                  | Datierung 1301/1400 Umbau 1699 und 1726 Umbau 1830/1833 Restaurierung 1968 und 2003–2006                                                                                              | weitere Bilder  | Innenansichten | 09130406   | Q43220922        |
| Crussow           | St.-Annen-Kirche                                     | Angermünde OT: Crussow Gellmersdorfer Straße 1 (Lage)                                   | evangelisch                                  | Datierung 1251/1300 Restaurierung und Umbau 1983–1988 | weitere Bilder  |                | 09130412   |                  |
| Damitzow          | Dorfkirche                                           | Tantow OT: Damitzow Damitzower Straße 23 Lage                                           | evangelisch                                  | Datierung 1246/1255 Umbau und Erweiterung 1694 Teilzerstörung 1945 | weitere Bilder  |                | 09130684   | Q46942229        |
| Damme             | Dorfkirche                                           | Grünow OT: Damme Damme Dorfstraße 39 a (Lage)                                           | evangelisch                                  | Datierung 1251/1300 | weitere Bilder  | Innenansichten | 09130027   |                  |
| Dargersdorf       | Dorfkirche                                           | Templin OT: Dargersdorf (Lage)                                                          | evangelisch                                  | Datierung 1749 | weitere Bilder  |                | 09130725   |                  |
| Dauer             | Dorfkirche                                           | Prenzlau OT: Dauer Prenzlauer Straße (Lage)                                             | evangelisch                                  | Datierung 1251/1300 Umbau und Erweiterung 1738 Restaurierung 1992 | weitere Bilder  |                | 09130029   |                  |
| Dedelow           | Dorfkirche                                           | Prenzlau OT: Dedelow Kirchsteig 1 (Lage)                                                | evangelisch                                  | Datierung 1251/1300 | weitere Bilder  |                | 09130032   |                  |
| Densow            | Bethaus                                              | Templin OT: Densow Hauptstraße 23 (Lage)                                                | evangelisch                                  | Datierung | Bild gesucht BW |                |            |                  |
| Dobberzin         | Dorfkirche                                           | Angermünde OT: Dobberzin Dobberziner Dorfstraße 24 (Lage)                               | evangelisch                                  | Datierung 1251/1275 Umbau 1827 Restaurierung 1960 und 1992/1998 | weitere Bilder  | Innenansichten | 09130356   |                  |
| Dreesch           | Dorfkirche                                           | Grünow OT: Dreesch (Lage)                                                               | evangelisch                                  | Datierung 1957–1960 |                 |                | 09130857   |                  |
| Drense            | Dorfkirche                                           | Grünow OT: Drense Ziemkendorfer Straße (Lage)                                           | evangelisch                                  | Datierung 1386/1400 Umbau 1801/1850 Brand 1945 Wiederaufbau 1945/1964 |                 |                | 09130035   |                  |
| Eickstedt         | Dorfkirche                                           | Randowtal OT: Eickstedt Eickstedt 38 (Lage)                                             | evangelisch                                  | Datierung 1251/1300 Umbau 1886/1900 | weitere Bilder  |                | 09130036   |                  |
| Ellingen          | Dorfkirche                                           | Prenzlau OT: Ellingen Ellingen 100 (Lage)                                               | evangelisch                                  | Datierung 1800 ca. | weitere Bilder  |                | 09130030   |                  |
| Fahrenholz        | Wüste Kirche                                         | Uckerland OT: Fahrenholz (Lage)                                                         | Ruine                                        | Datierung 1246–1255 | Bild gesucht BW |                | 09130039   |                  |
| Falkenhagen       | Dorfkirche                                           | Nordwestuckermark OT: Falkenhagen Quillowstraße (Lage)                                  | evangelisch                                  | Datierung 1251/1300 Umbau 1701/1800 Umbau 1801/1900 | weitere Bilder  |                | 09130040   |                  |
| Falkenwalde       | Dorfkirche                                           | Uckerfelde OT: Falkenwalde Dorfstraße (Lage)                                            | evangelisch                                  | Datierung 1251/1300 Umbau um 1600 Umbau 1801/1900 | weitere Bilder  |                | 09130041   |                  |
| Felchow           | Dorfkirche                                           | Schwedt/Oder OT: Felchow Pinnower Straße 37 (Lage)                                      | evangelisch                                  | Datierung 1251/1300 | weitere Bilder  | Innenansichten | 09130419   |                  |
| Fergitz           | Dorfkirche                                           | Gerswalde OT: Fergitz Fergitz 17 (Lage)                                                 | evangelisch                                  | Datierung 1301/1350 Umbau 1727 Restaurierung 2003 | weitere Bilder  | Innenansichten | 09130520   |                  |
| Flemsdorf         | Dorfkirche                                           | Schwedt/Oder OT: Flemsdorf Dorfstraße 46 (Lage)                                         | evangelisch                                  | Datierung 1251/1300 Umbau 1801/1900 | weitere Bilder  |                | 09130422   | Q101848639       |
| Flieth            | Dorfkirche                                           | Flieth-Stegelitz OT: Flieth (Lage)                                                      | Ruine                                        | Datierung 1251/1300 Umbau 1713–1714 Teilzerstörung 1945 | weitere Bilder  |                | 09130426   |                  |
| Frauenhagen       | Dorfkirche                                           | Angermünde OT: Frauenhagen Alte Dorfstraße 4 (Lage)                                     | evangelisch                                  | Datierung 1251/1300 Brand und Wiederaufbau 1913–1916 | weitere Bilder  |                | 09130428   |                  |
| Fredersdorf       | Altlutherische Kirche                                | Zichow OT: Fredersdorf Fredersdorfer Dorfstraße 41 (Lage)                               | altlutherisch                                | Datierung 1851 | weitere Bilder  |                | 09131251   |                  |
| Fredersdorf       | St.-Marien-Kirche                                    | Zichow OT: Fredersdorf Fredersdorfer Dorfstraße 7 (Lage)                                | evangelisch                                  | Datierung 1251/1300 Restaurierung 1978 | weitere Bilder  | Innenansichten | 09130432   |                  |
| Friedenfelde      | Kapelle                                              | Gerswalde OT: Friedenfelde (Lage)                                                       | evangelisch                                  | Datierung | Bild gesucht BW |                |            |                  |
| Friedrichsthal    | Dorfkirche                                           | Gartz (Oder) OT: Friedrichsthal Dorfstraße (Lage)                                       | evangelisch                                  | Datierung 1765 | weitere Bilder  |                | 09130434   |                  |
| Funkenhagen       | Kapelle                                              | Boitzenburger Land OT: Funkenhagen (Lage)                                               | evangelisch                                  | Datierung 1968 Sanierung 2001 |                 |                |            |                  |
| Fürstenwerder     | Kirche                                               | Nordwestuckermark OT: Fürstenwerder Kirchstraße 10 (Lage)                               | evangelisch                                  | Datierung 1251/1300 Restaurierung 1998–1999 |                 |                | 09130044   |                  |
| Gandenitz         | Dorfkirche                                           | Templin OT: Gandenitz (Lage)                                                            | evangelisch                                  | Datierung 1251/1300 Umbau 1751/1800 | weitere Bilder  | Innenansichten | 09130439   |                  |
| Gartz (Oder)      | Hospitalkapelle                                      | Gartz (Oder) OT: Gartz Stettiner Straße 1 (Lage)                                        | profaniert                                   | Datierung 1400 ca. Umbau 1793 Restaurierung 1993 | weitere Bilder  |                | 09130443   |                  |
| Gartz (Oder)      | Stadtkirche St. Stephan                              | Gartz (Oder) OT: Gartz Zingelstraße 49 (Lage)                                           | evangelisch                                  | Datierung 1400 ca. Umbau nach 1450 Brand und Teilzerstörung 1945 Wiederaufbau und Restaurierung 1954 Restaurierung 1982–1987 Restaurierung nach 1992                                  | weitere Bilder  |                | 09130442   | Q32736348        |
| Geesow            | Dorfkirche                                           | Gartz (Oder) OT: Geesow Breite Straße 22 (Lage)                                         | evangelisch                                  | Datierung 1911 Umbau 1961 | weitere Bilder  |                | 09130449   |                  |
| Gellmersdorf      | Dorfkirche                                           | Angermünde OT: Gellmersdorf Kirchweg 5 (Lage)                                           | evangelisch                                  | Datierung 1251/1300 Brand und Umbau 1826 | weitere Bilder  |                | 09130450   |                  |
| Gerswalde         | Dorfkirche                                           | Gerswalde OT: Gerswalde Dorfmitte (Lage)                                                | evangelisch                                  | Datierung 1251/1300 Umbau 1753–1754 Brand 1808 Wiederaufbau und Umbau 1814–1820 Restaurierung 2000–2002                                                                               | weitere Bilder  |                | 09130451   | Q45768241        |
| Gollin            | Dorfkirche                                           | Templin OT: Gollin (Lage)                                                               | evangelisch                                  | Datierung 1817 Restaurierung 1968 | weitere Bilder  |                | 09130454   |                  |
| Gollmitz          | Dorfkirche                                           | Nordwestuckermark OT: Gollmitz (Lage)                                                   | evangelisch                                  | Datierung 1251/1300 Umbau 1710–1716 und 1883–1884 Restaurierung 1955 und 1998–2005 | weitere Bilder  |                | 09130055   | Q101849730       |
| Golm              | Dorfkirche                                           | Zichow OT: Golm Dorfstraße 26a (Lage)                                                   | evangelisch                                  | Datierung 1251/1300 Teilzerstörung 1648 Wiederaufbau 1711–1714 Restaurierung 2007–2010                                                                                                | weitere Bilder  |                | 09130460   | Q101848684       |
| Göritz            | Dorfkirche                                           | Göritz OT: Göritz Dorfstraße 5a (Lage)                                                  | evangelisch                                  | Datierung 1251/1300 Restaurierung 1991 | weitere Bilder  |                | 09130048   |                  |
| Görlsdorf         | Dorfkirche                                           | Angermünde OT: Görlsdorf Parkstraße 17 (Lage)                                           | evangelisch                                  | Datierung 1717 Umbau 1804 Umbau 1854 Restaurierung 1963 | weitere Bilder  |                | 09130463   | Q44309955        |
| Gramzow           | Kirche Maria Frieden                                 | Gramzow OT: Gramzow Am Gutshof 9 (Lage)                                                 | katholisch                                   | Datierung 1953 |                 |                | 09130471   |                  |
| Gramzow           | Kirche St. Marien                                    | Gramzow OT: Gramzow Kirchstraße 18 (Lage)                                               | evangelisch                                  | Datierung 1251/1300 Wiederaufbau 1686 Restaurierung 1969–1970 | weitere Bilder  |                | 09130471   |                  |
| Gramzow           | Klosterkirche                                        | Gramzow OT: Gramzow Klosterberg 16 Prenzlauer Straße 10 (Lage)                          | Ruine                                        | Datierung 1300/1350 Teilzerstörung 1717 | weitere Bilder  |                | 09130063   | Q23893799        |
| Gramzow           | Neuapostolische Kirche                               | Gramzow OT: Gramzow Schulzengang 3 (Lage)                                               | neuapostolisch                               | Datierung 1934 |                 |                |            |                  |
| Greiffenberg      | Stadtkirche                                          | Angermünde OT: Greiffenberg Kirchstraße 6 (Lage)                                        | evangelisch                                  | Datierung 1246/1255 Umbau 1723–1724 | weitere Bilder  |                | 09130472   |                  |
| Grenz             | Dorfkirche                                           | Randowtal OT: Grenz (Lage)                                                              | evangelisch                                  | Datierung 1686/1700 Erweiterung und Umbau 1788 | weitere Bilder  |                | 09130209   | Q101848716       |
| Grimme            | Dorfkirche                                           | Brüssow OT: Grimme (Lage)                                                               | evangelisch                                  | Datierung 1251/1300 | weitere Bilder  |                | 09130024   |                  |
| Groß Dölln        | Dorfkirche                                           | Templin OT: Groß Dölln Reihenstraße 1 (Lage)                                            | evangelisch                                  | Datierung 1849 | weitere Bilder  |                | 09130477   |                  |
| Groß Fredenwalde  | Dorfkirche                                           | Gerswalde OT: Groß Fredenwalde (Lage)                                                   | evangelisch                                  | Datierung 1251/1300 Umbau 1735 und 1960 Restaurierung nach 2000 | weitere Bilder  |                | 09130482   |                  |
| Groß Pinnow       | Dorfkirche St. Katharinen                            | Hohenselchow-Groß Pinnow OT: Groß Pinnow Hohenselchower Straße 1 (Lage)                 | evangelisch                                  | Datierung 1251/1300 Umbau 1893 | weitere Bilder  |                | 09130481   |                  |
| Groß Sperrenwalde | Dorfkirche                                           | Nordwestuckermark OT: Groß Sperrenwalde Seestraße (Lage)                                | Ruine                                        | Datierung 1301/1400 | weitere Bilder  |                | 09130014   |                  |
| Groß Väter        | Kapelle                                              | Templin OT: Groß Väter Feriendorf Groß Väter (Lage)                                     | evangelisch                                  | Datierung 1990 | Bild gesucht BW |                |            |                  |
| Grünberg          | Dorfkirche                                           | Brüssow OT: Grünberg (Lage)                                                             | evangelisch                                  | Datierung 1792–1793 Umbau 1886/1900 Restaurierung 2001–2003 | weitere Bilder  |                | 09130484   |                  |
| Grunewald         | Bethaus                                              | Templin OT: Grunewald Dorfstraße/Hauptstraße (Lage)                                     | evangelisch                                  | Datierung 1836 | Bild gesucht BW |                | 09130000\| |                  |
| Grünow            | Dorfkirche                                           | Grünow OT: Grünow Lindenstraße (Lage)                                                   | evangelisch                                  | Datierung 1251/1300 Umbau 1801/1900 Teilzerstörung und Wiederaufbau 1699 und 1945/1960                                                                                                |                 |                | 09130485   |                  |
| Grünow            | Dorfkirche                                           | Schwedt/Oder OT: Grünow Dorfstraße 17b (Lage)                                           | evangelisch                                  | Datierung 1255 ca. Brand 1675 Wiederaufbau 1675–1699 Sanierung und Umbau 1876 Umgestaltung 1905 / Entwurf Ludwig Dihm Umgestaltung 1975                                               | weitere Bilder  |                | 09130486   | Q1124094         |
| Günterberg        | Dorfkirche                                           | Angermünde OT: Günterberg Dorfmitte 13 (Lage)                                           | evangelisch                                  | Datierung 1723 Erweiterung 1754 | weitere Bilder  |                | 09130488   | Q101849420       |
| Güstow            | Dorfkirche                                           | Prenzlau OT: Güstow Am Lindenberg 100 (Lage)                                            | evangelisch                                  | Datierung 1251/1300 Umbau 1713 Umbau 1866 | weitere Bilder  |                | 09130492   |                  |
| Güterberg         | Dorfkirche                                           | Uckerland OT: Güterberg Dorfmitte 13 (Lage)                                             | evangelisch                                  | Datierung 1840–1842 | weitere Bilder  |                | 09130493   |                  |
| Hammelspring      | Dorfkirche                                           | Templin OT: Hammelspring (Lage)                                                         | evangelisch                                  | Datierung 1820 Umbau 1898–1899 Restaurierung 1993–1997 | weitere Bilder  |                | 09130494   | Q1244359         |
| Hardenbeck        | Dorfkirche                                           | Boitzenburger Land OT: Hardenbeck Hauptstraße (Lage)                                    | evangelisch                                  | Datierung 1251/1300 Restaurierung 1998 | weitere Bilder  |                | 09130496   |                  |
| Haßleben          | Dorfkirche                                           | Boitzenburger Land OT: Haßleben Prenzlauer Straße (Lage)                                | evangelisch                                  | Datierung 1251/1300 Umbau 1818 Umbau 1913 | weitere Bilder  |                | 09130500   | Q27667934        |
| Heinersdorf       | Dorfkirche                                           | Schwedt/Oder OT: Heinersdorf Lange Straße 45 (Lage)                                     | evangelisch                                  | Datierung 1251/1300 Umbau 1801/1850 | weitere Bilder  |                | 09130662   |                  |
| Herzfelde         | Dorfkirche                                           | Templin OT: Herzfelde (Lage)                                                            | evangelisch                                  | Datierung 1251/1300 Umbau 1870 | weitere Bilder  |                | 09130504   | Q101848766       |
| Herzsprung        | Dorfkirche                                           | Angermünde OT: Herzsprung Lindenstraße 1 (Lage)                                         | evangelisch                                  | Datierung 1501/1600 Wiederaufbau 1695–1696 Umbau 1701/1800 | weitere Bilder  |                | 09130507   |                  |
| Hetzdorf          | Dorfkirche                                           | Uckerland OT: Hetzdorf (Lage)                                                           | evangelisch                                  | Datierung 1251/1300 Restaurierung 1989–1992 | weitere Bilder  |                | 09130083   | Q47525930        |
| Hindenburg        | Dorfkirche                                           | Templin OT: Hindenburg (Lage)                                                           | evangelisch                                  | Datierung 1251/1300 Umbau 1768 Restaurierung 1907 und 1992–1995 | weitere Bilder  | Innenansichten | 09130708   |                  |
| Hohenfelde        | Dorfkirche                                           | Schwedt/Oder OT: Hohenfelde Dorfstraße 3a (Lage)                                        | evangelisch                                  | Datierung 1901 | weitere Bilder  |                | 09130510   |                  |
| Hohengüstow       | Dorfkirche                                           | Uckerfelde OT: Hohengüstow Prenzlauer Str. 11 (Lage)                                    | evangelisch                                  | Datierung 1251/1300 | weitere Bilder  |                | 09130073   |                  |
| Hohenlandin       | Dorfkirche                                           | Schwedt/Oder OT: Hohenlandin Schlossstraße 12 (Lage)                                    | evangelisch                                  | Datierung 1251/1300 Erweiterung 1529/1530 Teilabbruch nach 1822 Teilzerstörung und Teilabbruch 1944–1945 Wiederaufbau 1951–1957                                                       | weitere Bilder  |                | 09130535   |                  |
| Hohenlychen       | Helenenkapelle                                       | Lychen OT: Hohenlychen Pannwitzallee (Lage)                                             | evangelisch                                  | Datierung 1904 | weitere Bilder  |                | 09130237   | Q51012532        |
| Hohenreinkendorf  | Dorfkirche                                           | Gartz (Oder) OT: Hohenreinkendorf Hauptstraße 27 (Lage)                                 | evangelisch                                  | Datierung 1246/1275 Umbau 1839 Brand und Wiederaufbau und Umbau 1896 | weitere Bilder  |                | 09130512   |                  |
| Hohenselchow      | Dorfkirche                                           | Hohenselchow-Groß Pinnow OT: Hohenselchow Nebenstraße 17 Hohenselchower Straße 1 (Lage) | evangelisch                                  | Datierung 1246/1255 Umbau 1687 Teilzerstörung 1945 Wiederaufbau vor 1963 | weitere Bilder  |                | 09130514   |                  |
| Holzendorf        | Dorfkirche                                           | Nordwestuckermark OT: Holzendorf Gartenstraße (Lage)                                    | evangelisch                                  | Datierung 1251/1300 Umbau nach 1650 Umbau 1743 | weitere Bilder  |                | 09130075   |                  |
| Jagow             | Dorfkirche                                           | Uckerland OT: Jagow Jagow 25 (Lage)                                                     | evangelisch                                  | Datierung 1201/1300 Umbau 1801/1900 | weitere Bilder  |                | 09130079   | Q91250617        |
| Jakobshagen       | Dorfkirche                                           | Boitzenburger Land OT: Jakobshagen (Lage)                                               | evangelisch                                  | Datierung 1251/1300 Umbau 1701/1800 Umbau 1887 | weitere Bilder  | Innenansichten | 09130515   | Q101848794       |
| Jamikow           | Dorfkirche                                           | Schwedt/Oder OT: Jamikow Dorfstraße 17 (Lage)                                           | evangelisch                                  | Datierung 1201/1300 Umbau und Erweiterung 1751/1800 und 1856 Restaurierung nach 1945                                                                                                  | weitere Bilder  |                | 09130517   | Q91806674        |
| Kaakstedt         | Dorfkirche                                           | Gerswalde OT: Kaakstedt (Lage)                                                          | evangelisch                                  | Datierung 1251/1300 Umbau und Erweiterung 1728 | weitere Bilder  |                | 09130519   |                  |
| Kerkow            | Dorfkirche                                           | Angermünde OT: Kerkow Greiffenberger Straße 10 (Lage)                                   | evangelisch                                  | Datierung 1251/1300 | weitere Bilder  |                | 09130522   | Q75162927        |
| Klaushagen        | Dorfkirche                                           | Boitzenburger Land OT: Klaushagen (Lage)                                                | evangelisch                                  | Datierung 1251/1300 Umbau 1701/1800 | weitere Bilder  |                | 09130527   |                  |
| Kleptow           | Dorfkirche                                           | Schenkenberg OT: Kleptow Kleptow 34 (Lage)                                              | evangelisch                                  | Datierung 1251/1300 Restaurierung 1998–1999 | weitere Bilder  |                | 09130086   | Q101848821       |
| Klinkow           | Dorfkirche                                           | Prenzlau OT: Klinkow Dorfstraße 46 (Lage)                                               | evangelisch                                  | Datierung 1251/1300 Umbau 1869 Brand 1945 Wiederaufbau 1951 | weitere Bilder  |                | 09130081   |                  |
| Klockow           | Dorfkirche                                           | Schönfeld OT: Klockow (Lage)                                                            | evangelisch                                  | Datierung 1251/1300 Restaurierung 1990–1991 | weitere Bilder  |                | 09130165   | Q100324318       |
| Klosterwalde      | Dorfkirche                                           | Templin OT: Klosterwalde Dorfstraße 17 (Lage)                                           | evangelisch                                  | Datierung 1251/1300 Umbau 1701/1800 | weitere Bilder  |                | 09130529   |                  |
| Kraatz            | Dorfkirche                                           | Nordwestuckermark OT: Kraatz Alleestraße (Lage)                                         | evangelisch                                  | Datierung 1854 | weitere Bilder  |                | 09130082   |                  |
| Krewitz           | Wüste Kirche                                         | Boitzenburger Land OT: Krewitz (Lage)                                                   | Ruine                                        | Datierung 1251/1300 Zerstörung 1618/1648 | Bild gesucht BW |                | 09130503   |                  |
| Kröchlendorff     | Schlosskirche                                        | Nordwestuckermark OT: Kröchlendorff (Lage)                                              | evangelisch                                  | Datierung 1864–1868 Restaurierung 1994–2002 | weitere Bilder  |                | 09130003   |                  |
| Kröchlendorff     | Wüste Kirche                                         | Nordwestuckermark OT: Kröchlendorff (Lage)                                              | Ruine                                        | Datierung 1286/1300 | weitere Bilder  |                | 09130059   |                  |
| Krohnhorst        | Kapelle                                              | Gerswalde OT: Krohnhorst (Lage)                                                         | evangelisch                                  | Datierung | Bild gesucht BW |                |            |                  |
| Kuhz              | Dorfkirche                                           | Boitzenburger Land OT: Kuhz (Lage)                                                      | evangelisch                                  | Datierung 1251/1300 Umbau 1451/1500 Umbau 1701/1800 | weitere Bilder  | Innenansichten | 09130503   | Q44368655        |
| Kummerow          | Dorfkirche                                           | Schwedt/Oder OT: Kummerow (Lage)                                                        | evangelisch                                  | Datierung 1286/1300 Wiederaufbau 1706 Umbau 1886/1900 Restaurierung 1963 | weitere Bilder  |                | 09130533   |                  |
| Kunow             | Dorfkirche                                           | Schwedt/Oder OT: Kunow Kunower Dorfstraße 36 (Lage)                                     | evangelisch                                  | Datierung 1251/1300 Umbau 1737 Umbau 1851/1900 | weitere Bilder  |                | 09130659   |                  |
| Küstrinchen       | Dorfkirche                                           | Lychen OT: Küstrinchen (Lage)                                                           | evangelisch                                  | Datierung 1736 Umbau 1828 Restaurierung nach 2001 | weitere Bilder  |                | 09130824   |                  |
| Kutzerow          | Dorfkirche                                           | Uckerland OT: Kutzerow Kutzerow 59 (Lage)                                               | evangelisch                                  | Datierung 1751/1800 und 1801/1850 | weitere Bilder  |                | 09130790   |                  |
| Langenhagen       | Wüste Kirche                                         | Gerswalde OT: Herrenstein (Lage)                                                        | Ruine                                        | Datierung 1200/1300 | Bild gesucht BW |                |            |                  |
| Lindenhagen       | Dorfkirche                                           | Nordwestuckermark OT: Lindenhagen Seeweg (Lage)                                         | evangelisch                                  | Datierung 1251/1300 Umbau 1706 | weitere Bilder  |                | 09130172   |                  |
| Lübbenow          | Dorfkirche                                           | Uckerland OT: Lübbenow (Lage)                                                           | evangelisch                                  | Datierung 1401/1500 | weitere Bilder  |                | 09130089   |                  |
| Luckow            | Dorfkirche                                           | Casekow OT: Luckow Casekower Straße 46 (Lage)                                           | evangelisch                                  | Datierung 1251/1300 Umbau 1895–1896 / Entwurf Theodor Prüfer | weitere Bilder  |                | 09130543   |                  |
| Lützlow           | Dorfkirche                                           | Gramzow OT: Lützlow Lützlower Straße 46 (Lage)                                          | evangelisch                                  | Datierung 1251/1300 Umbau 1714 und 1852 und nach 1945 Restaurierung 1998 | weitere Bilder  |                | 09130091   |                  |
| Lychen            | Pfarrkirche St. Johannes                             | Lychen OT: Lychen (Lage)                                                                | evangelisch                                  | Datierung 1251/1300 Umbau 1401/1500 Restaurierung 1986 | weitere Bilder  | Innenansichten | 09130548   | Q2319210         |
| Lychen            | Neuapostolische Kirche                               | Lychen OT: Lychen Prof.-Eugen-Kisch-Straße (Lage)                                       | neuapostolisch                               | Datierung 2009 | weitere Bilder  |                |            |                  |
| Lychen            | Heilig-Geist-Kirche                                  | Lychen OT: Lychen Zehdenicker Straße 36 (Lage)                                          | katholisch                                   | Datierung 1934 / Entwurf Carl Kühn Umgestaltung 1978 | weitere Bilder  |                | 09130935   |                  |
| Malchow           | Dorfkirche                                           | Göritz OT: Malchow Prenzlauer Straße 10 (Lage)                                          | evangelisch                                  | Datierung 1251/1300 Restaurierung 2008–2011 | weitere Bilder  | Innenansichten | 09130051   | Q17634041        |
| Meichow           | Dorfkirche                                           | Gramzow OT: Meichow (Lage)                                                              | evangelisch                                  | Datierung 1251/1300 Umbau 1772 Restaurierung 1955 Restaurierung 1990 | weitere Bilder  |                | 09130554   |                  |
| Melzow            | Dorfkirche                                           | Oberuckersee OT: Melzow (Lage)                                                          | evangelisch                                  | Datierung 1286/1300 Umbau 1701/1800 | weitere Bilder  |                | 09130180   |                  |
| Menkin            | Dorfkirche                                           | Brüssow OT: Menkin (Lage)                                                               | evangelisch                                  | Datierung 1251/1300 Umbau 1623–1642 Umbau 1731 Restaurierung 1995–1998 | weitere Bilder  |                | 09130206   |                  |
| Mescherin         | Dorfkirche                                           | Mescherin OT: Mescherin Obere Dorfstraße 39 (Lage)                                      | evangelisch                                  | Datierung 1201/1300 Umbau 1734 Umbau 1888 Teilzerstörung 1945 Wiederaufbau nach 1945                                                                                                  | weitere Bilder  |                | 09130555   |                  |
| Metzelthin        | Dorfkirche                                           | Templin OT: Metzelthin (Lage)                                                           | evangelisch                                  | Datierung 1246/1255 Umbau 1698 Umbau 1801/1815 Restaurierung 1909 Umbau 1963 | weitere Bilder  |                | 09130817   |                  |
| Milmersdorf       | Dorfkirche                                           | Milmersdorf OT: Milmersdorf (Lage)                                                      | evangelisch                                  | Datierung 1885–1886 | weitere Bilder  |                | 09130559   |                  |
| Milow             | Dorfkirche                                           | Uckerland OT: Milow Milow 64 (Lage)                                                     | evangelisch                                  | Datierung 1251/1300 | weitere Bilder  |                | 09130094   |                  |
| Mittenwalde       | Dorfkirche                                           | Mittenwalde OT: Mittenwalde (Lage)                                                      | evangelisch                                  | Datierung 1251/1300 | weitere Bilder  |                | 09130562   |                  |
| Mürow             | Dorfkirche                                           | Angermünde OT: Mürow Hauptstraße 24 (Lage)                                              | evangelisch                                  | Datierung 1250 ca. Umbau 1822 Umbau 1893 Sanierung 2006–2007 | weitere Bilder  |                | 09130566   |                  |
| Naugarten         | Dorfkirche                                           | Nordwestuckermark OT: Naugarten (Lage)                                                  | evangelisch                                  | Datierung 1713 Restaurierung 1975 |                 |                | 09130572   |                  |
| Nechlin           | Dorfkirche                                           | Uckerland OT: Nechlin (Lage)                                                            | evangelisch                                  | Datierung 1251/1300 Umbau 1724–1729 Restaurierung 1994 | weitere Bilder  |                | 09130096   |                  |
| Neuenfeld         | Dorfkirche                                           | Schönfeld OT: Neuenfeld (Lage)                                                          | evangelisch                                  | Datierung 1251/1300 Umbau 1701/1800 Restaurierung 1991–1992 | weitere Bilder  |                | 09130167   |                  |
| Neukünkendorf     | Dorfkirche                                           | Angermünde OT: Neukünkendorf Straße am Haussee 18 (Lage)                                | evangelisch                                  | Datierung 1251/1300 Wiederaufbau und Umbau 1671 Sanierung 2001 | weitere Bilder  |                | 09130573   |                  |
| Neurochlitz       | Dorfkirche                                           | Mescherin OT: Neurochlitz Dorfstraße West (Lage)                                        | profaniert                                   | Datierung 1951 | Bild gesucht BW |                |            |                  |
| Neu-Temmen        | Dorfkirche                                           | Temmen-Ringenwalde OT: Neu-Temmen Lage                                                  | evangelisch                                  | Datierung 1746/1755 | weitere Bilder  |                | 09130687   |                  |
| Niederlandin      | Dorfkirche                                           | Schwedt/Oder OT: Niederlandin Hauptstraße 27 (Lage)                                     | evangelisch                                  | Datierung 1251/1300 Umbau 1651/1700 Umbau 1851/1900 Sanierung und Umbau 1903 / Entwurf Otto Schleyer Restaurierung und Sanierung 1996/2000                                            | weitere Bilder  |                | 09130538   |                  |
| Parmen            | Dorfkirche                                           | Nordwestuckermark OT: Parmen Warbender Straße (Lage)                                    | evangelisch                                  | Datierung 1867 |                 |                | 09130097   |                  |
| Passow            | Neuapostolische Kirche                               | Schwedt/Oder OT: Passow/Wendemark Briester Straße (Lage)                                | neuapostolisch                               | Datierung | Bild gesucht BW |                |            |                  |
| Passow            | Dorfkirche                                           | Schwedt/Oder OT: Passow/Wendemark Schwedter Straße 47 (Lage)                            | evangelisch                                  | Datierung 1251–1300 Umbau 1586/1600 Umbau 1709 / Entwurf Johann Heinrich Funke Umbau 1855 / Entwurf John William Blew Umbau 1874–1876 / Entwurf Conrad Koosch Restaurierung 1959/1960 | weitere Bilder  |                | 09130578   |                  |
| Petershagen       | Dorfkirche                                           | Casekow OT: Petershagen Dorfstraße (Lage)                                               | evangelisch                                  | Datierung 1251/1300 Umbau 1725 Restaurierung 1963–1966 | weitere Bilder  |                | 09130545   |                  |
| Petznick          | Dorfkirche                                           | Templin OT: Petznick (Lage)                                                             | evangelisch                                  | Datierung 1830/1860 | weitere Bilder  |                | 09130579   |                  |
| Pinnow            | Dorfkirche                                           | Gerswalde OT: Pinnow (Lage)                                                             | evangelisch                                  | Datierung 1251/1300 Restaurierung 1996–1997 | weitere Bilder  |                | 09130581   |                  |
| Pinnow            | Kirche                                               | Pinnow OT: Pinnow Dorfstraße 48 (Lage)                                                  | evangelisch                                  | Datierung 1286/1315 Sanierung 1953/1954 Teilabbruch 1969 | weitere Bilder  | Innenansichten | 09130521   |                  |
| Polßen            | Dorfkirche                                           | Gramzow OT: Polßen (Lage)                                                               | evangelisch                                  | Datierung 1251/1300 Umbau 1701/1800 Restaurierung 1962 | weitere Bilder  |                | 09130584   |                  |
| Potzlow           | Dorfkirche                                           | Oberuckersee OT: Potzlow (Lage)                                                         | evangelisch                                  | Datierung 1251/1300 Brand 1760 Wiederaufbau und Umbau nach 1760 | weitere Bilder  |                | 09130100   |                  |
| Prenzlau          | Pfarrkirche St. Jacobi                               | Prenzlau OT: Prenzlau Friedrichstraße (Lage)                                            | evangelisch                                  | Datierung 1246/1255 Umbau 1401/1500 Umbau 1801/1900 Brand 1945 Restaurierung vor 1960 und 1986                                                                                        | weitere Bilder  |                | 09130109   |                  |
| Prenzlau          | Dreifaltigkeitskirche                                | Prenzlau OT: Prenzlau Klosterstraße (Lage)                                              | reformiert                                   | Datierung 1246/1255 Umbau 1846–1865 Restaurierung 1993 | weitere Bilder  |                | 09130113   | Q27510772        |
| Prenzlau          | Heiliggeistkapelle                                   | Prenzlau OT: Prenzlau Marktberg (Lage)                                                  | Ruine                                        | Datierung 1251/1300 Umgestaltung um 1400 Teilzerstörung 1945 | weitere Bilder  |                | 09130114   |                  |
| Prenzlau          | Hauptpfarrkirche St. Marien                          | Prenzlau OT: Prenzlau Marktberg (Lage)                                                  | evangelisch                                  | Datierung 1246/1255 und 1301/1350 | weitere Bilder  |                | 09130108   | Q14541005        |
| Prenzlau          | Kirche St. Maria Magdalena                           | Prenzlau OT: Prenzlau Neubrandenburger Straße 1 (Lage)                                  | katholisch                                   | Datierung 1892 / Ausführung: Paul Zastrow Brand 1945 Wiederaufbau 1951/1960 Restaurierung 1962 Restaurierung 1992                                                                     | weitere Bilder  |                | 09130783   |                  |
| Prenzlau          | Pfarrkirche St. Sabinen                              | Prenzlau OT: Prenzlau Neustadt 41 (Lage)                                                | evangelisch                                  | Datierung 1251/1300 Umbau 1816–1817 | weitere Bilder  |                | 09130110   |                  |
| Prenzlau          | Nikolaikirche                                        | Prenzlau OT: Prenzlau Schulzenstraße (Lage)                                             | Ruine                                        | Datierung 1235 ca. Teilabbruch 1769 | weitere Bilder  |                | 09130111   |                  |
| Prenzlau          | Hospitalkapelle St. Georg                            | Prenzlau OT: Prenzlau Schwedter Straße 68 (Lage)                                        | profaniert                                   | Datierung 1301/1350 Umbau 1601/1700 | weitere Bilder  |                | 09130115   |                  |
| Prenzlau          | Klosterkirche St. Nicolai                            | Prenzlau OT: Prenzlau Uckerwiek (Lage)                                                  | evangelisch                                  | Datierung 1275 Weihe 1343 Restaurierung 1874–1876 und 1961 und 1988 und 1997–2000 | weitere Bilder  | Innenansichten | 09130112   | Q1237993         |
| Radekow           | Dorfkirche                                           | Mescherin OT: Radekow Lindenstraße (Lage)                                               | evangelisch                                  | Datierung 1251/1300 Umbau und Erweiterung 1857–1858 / Entwurf Friedrich August Stüler Restaurierung und Umgestaltung 1958                                                             |                 |                | 09130596   | Q101849068       |
| Retzow            | Kirchenruine Retzow                                  | Lychen OT: Retzow (Lage)                                                                | Ruine                                        | Datierung 1201/1300 Teilzerstörung 1440 | weitere Bilder  |                | 09130598   | Q1519087         |
| Ringenwalde       | Gutskapelle                                          | Temmen-Ringenwalde OT: Ringenwalde                                                      |                                              | Datierung ca. 1900 |                 |                | 09131297   |                  |
| Ringenwalde       | Dorfkirche Ringenwalde                               | Temmen-Ringenwalde OT: Ringenwalde Lage                                                 | evangelisch                                  | Datierung 1251/1300 Umbau 1891 Restaurierung 1959 | weitere Bilder  | Innenansichten | 09130600   | Q14906572        |
| Rittgarten        | Wüste Kirche                                         | Nordwestuckermark OT: Rittgarten (Lage)                                                 | Ruine                                        | Datierung 1201/1300 | weitere Bilder  |                | 09130155   |                  |
| Röddelin          | Dorfkirche                                           | Templin OT: Röddelin (Lage)                                                             | evangelisch                                  | Datierung 1251/1300 Brand um 1800 Wiederaufbau 1806–1809 | weitere Bilder  |                | 09130603   | Q101579261       |
| Röpersdorf        | Dorfkirche                                           | Nordwestuckermark OT: Röpersdorf Straße am Uckersee 26 (Lage)                           | evangelisch                                  | Datierung 1251/1300 Umbau 1701/1800 Umbau und Erweiterung 1890 Restaurierung 2003–2004                                                                                                | weitere Bilder  | weitere Bilder | 09130152   | Q101849104       |
| Rosenow           | Dorfkirche                                           | Boitzenburger Land OT: Rosenow (Lage)                                                   | evangelisch                                  | Datierung 1753 | weitere Bilder  |                | 09130498   |                  |
| Rosow             | Gedächtniskirche Rosow                               | Mescherin OT: Rosow Dorfstraße 27 (Lage)                                                | evangelisch                                  | Datierung 1251/1300 Umbau 1748 Teilzerstörung 1945 | weitere Bilder  |                | 09130233   | Q1497645         |
| Rutenberg         | Dorfkirche                                           | Lychen OT: Rutenberg Dorfstraße 16 (Lage)                                               | evangelisch                                  | Datierung 1251/1300 Umbau 1763 Umbau und Erweiterung 1886 | weitere Bilder  |                | 09130605   |                  |
| Sähle             | Wüste Kirche                                         | Lychen OT: Sähle (Lage)                                                                 | Ruine                                        | Datierung 1201/1300 Teilzerstörung 1440 | Bild gesucht BW |                |            |                  |
| Schapow           | Dorfkirche                                           | Nordwestuckermark OT: Schapow Rittgartener Straße (Lage)                                | evangelisch                                  | Datierung 1251/1300 Restaurierung 1987–1988 | weitere Bilder  |                | 09130153   |                  |
| Schenkenberg      | Dorfkirche                                           | Schenkenberg OT: Schenkenberg (Lage)                                                    | evangelisch                                  | Datierung 1685 Brand vor 1900 Wiederaufbau 1900 Restaurierung 2000 | weitere Bilder  |                | 09130157   |                  |
| Schlepkow         | Dorfkirche                                           | Uckerland OT: Schlepkow (Lage)                                                          | evangelisch                                  | Datierung 1251/1300 Umbau 1701/1800 und um 1850 | weitere Bilder  |                | 09130084   |                  |
| Schmargendorf     | Dorfkirche                                           | Angermünde OT: Schmargendorf Rotdornstraße 2 (Lage)                                     | evangelisch                                  | Datierung 1251/1300 Umbau: 1740/1749 Sanierung: 1801/1900 Sanierung: 1901/2000 Sanierung: 2004–2005                                                                                   | weitere Bilder  | Innenansichten | 09130606   |                  |
| Schmiedeberg      | Dorfkirche                                           | Angermünde OT: Schmiedeberg Dorfstraße 31 (Lage)                                        | evangelisch                                  | Datierung 1246/1255 / 1251/1300 Umbau 1501/1600 Erweiterung 1681 Sanierung 1843–1844 Restaurierung 1997                                                                               | weitere Bilder  |                | 09130613   | Q101849111       |
| Schmölln          | Dorfkirche                                           | Randowtal OT: Schmölln Dorfstraße 40 (Lage)                                             | evangelisch                                  | Datierung 1251/1300 Umbau 1801/1900 Restaurierung 1998–1999 | weitere Bilder  |                | 09130158   |                  |
| Schöneberg        | Kirche                                               | Schwedt/Oder OT: Schöneberg (Lage)                                                      | profaniert                                   | Datierung 1251/1300 Teilzerstörung 1469 Umbau 1729 Umbau 1947 Sanierung und Umbau 1997/2014                                                                                           | weitere Bilder  |                | 09130618   | Q101850320       |
| Schönermark       | Dorfkirche St. Annen                                 | Schwedt/Oder OT: Schönermark Kirchgasse 1 (Lage)                                        | evangelisch                                  | Datierung 1251/1300 Teilzerstörung und Wiederaufbau 1836–1837 Umbau 1876–1879 Umgestaltung 1979 / Entwurf Dorothee Fichtmüller                                                        | weitere Bilder  |                | 09130621   |                  |
| Schönermark       | Dorfkirche                                           | Nordwestuckermark OT: Schönermark (Lage)                                                | evangelisch                                  | Datierung 1251/1300 | weitere Bilder  |                | 09130161   | Q101850346       |
| Schönfeld         | Dorfkirche                                           | Schönfeld OT: Schönfeld (Lage)                                                          | evangelisch                                  | Datierung 1251/1300 Umbau 1727 Restaurierung 1991–1992 | weitere Bilder  |                | 09130163   |                  |
| Schönfeld         | Dorfkirche                                           | Tantow OT: Schönfeld Lage                                                               | evangelisch                                  | Datierung 1201/1300 Brand und Umbau 1878 Restaurierung 1971–1972 | weitere Bilder  |                | 09130626   |                  |
| Schönow           | Dorfkirche                                           | Schwedt/Oder OT: Schönow Kirchstraße 1 (Lage)                                           | evangelisch                                  | Datierung 1251/1300 Umbau 1701/1800 Umbau 1860/1870 Sanierung und Umgestaltung 1960/1969                                                                                              | weitere Bilder  |                | 09130629   | Q101579164       |
| Schönwerder       | Dorfkirche                                           | Prenzlau OT: Schönwerder Dorfstraße (Lage)                                              | evangelisch                                  | Datierung 1251/1300 Umbau und Erweiterung 1739 | weitere Bilder  |                | 09130168   |                  |
| Schwaneberg       | Dorfkirche                                           | Randowtal OT: Schwaneberg Dorfstraße (Lage)                                             | evangelisch                                  | Datierung 1251/1300 Umbau 1900 Restaurierung um 2000 |                 |                | 09130160   |                  |
| Schwedt/Oder      | Französisch-Reformierte Kirche (Berlischky-Pavillon) | Schwedt/Oder OT: Schwedt Lindenallee 28 (Lage)                                          | profaniert                                   | Datierung 1777–1779 / Entwurf Georg Wilhelm Berlischky | weitere Bilder  |                | 09130636   | Q30242837        |
| Schwedt/Oder      | Kirche St. Mariä Himmelfahrt                         | Schwedt/Oder OT: Schwedt Louis-Harlan-Straße Lage                                       | katholisch                                   | Datierung 1895–1898 / Entwurf Max Hasak Umgestaltung 1969–1972 Restaurierung 2000 | weitere Bilder  | Innenansichten | 09130635   | Q2320991         |
| Schwedt/Oder      | Stadtkirche St. Katharinen                           | Schwedt/Oder OT: Schwedt Paul-Meyer-Straße 35 Lage                                      | evangelisch                                  | Datierung 1251/1300 Umbau um 1500 Brand 1887 Wiederaufbau und Erweiterung 1887–1889 / Entwurf Ludwig Dihm Teilzerstörung 1945 Wiederaufbau 1951–1956                                  | weitere Bilder  | Innenansichten | 09130634   | Q101579144       |
| Seehausen         | Dorfkirche                                           | Oberuckersee OT: Seehausen Dorfstraße (Lage)                                            | evangelisch                                  | Datierung 1701/1800 Umbau 1901/1915 | weitere Bilder  |                | 09130666   |                  |
| Seelübbe          | Dorfkirche                                           | Prenzlau OT: Seelübbe Dorfstraße (Lage)                                                 | evangelisch                                  | Datierung 1251/1300 Umbau 1701/1800 |                 |                | 09130170   | Q63214264        |
| Staffelde         | Kirche                                               | Mescherin OT: Staffelde (Lage)                                                          | profaniert                                   | Datierung 1201/1300 Umbau 1701/1800 | Bild gesucht BW |                | 09130557   |                  |
| Stegelitz         | Dorfkirche                                           | Flieth-Stegelitz OT: Stegelitz (Lage)                                                   | evangelisch                                  | Datierung 1251/1300 Umbau 1501/1600 Umbau und Erweiterung 1721–1737 | weitere Bilder  |                | 09130667   |                  |
| Steinhöfel        | Dorfkirche                                           | Angermünde OT: Steinhöfel Steinhöfeler Straße (Lage)                                    | evangelisch                                  | Datierung 1251/1300 Umbau 1710/1722 Sanierung 1889–1891 / Entwurf Theodor Prüfer Erweiterung 1950/1951                                                                                | weitere Bilder  |                | 09130668   | Q101849210       |
| Stendell          | Dorfkirche                                           | Schwedt/Oder OT: Stendell Stendeller Ring 10 Lage                                       | evangelisch                                  | Datierung 1251/1300 Umbau und Erweiterung 1876 | weitere Bilder  |                | 09130673   |                  |
| Sternhagen        | Dorfkirche                                           | Nordwestuckermark OT: Sternhagen Am Dorfplatz (Lage)                                    | evangelisch                                  | Datierung 1251/1300 Umbau 1707 Restaurierung 1997–2001 |                 |                | 09130676   |                  |
| Stolpe            | Friedhofskapelle                                     | Angermünde OT: Stolpe Leopold-von-Buch-Straße (Lage)                                    | evangelisch                                  | Datierung 1934 | weitere Bilder  |                | 09130668   | Q116983325       |
| Storkow           | Dorfkirche                                           | Templin OT: Storkow (Lage)                                                              | evangelisch                                  | Datierung 1251/1300 Umbau 1836 | weitere Bilder  |                | 09130682   |                  |
| Strehlow          | Dorfkirche                                           | Oberuckersee OT: Strehlow (Lage)                                                        | evangelisch                                  | Datierung 1251/1300 Teilzerstörung 1945 Wiederaufbau 2007 | weitere Bilder  |                | 09130105   |                  |
| Stützkow          | Dorfkirche                                           | Schwedt/Oder OT: Stützkow (Lage)                                                        | evangelisch                                  | Datierung 1200/1300 Zerstörung 1618/1648 Wiederbau 1748 Teilzerstörung 1945 Abriss 1986 Wiedererrichtung 2001                                                                         | weitere Bilder  |                |            |                  |
| Tantow            | Dorfkirche                                           | Tantow OT: Tantow Lage                                                                  | evangelisch                                  | Datierung 1857–1859 / Entwurf Friedrich August Stüler Restaurierung 2000 | weitere Bilder  |                | 09130785   |                  |
| Taschenberg       | Dorfkirche                                           | Uckerland OT: Taschenberg (Lage)                                                        | evangelisch                                  | Datierung 1735 Restaurierung 1988–1989 | weitere Bilder  |                | 09130080   |                  |
| Templin           | Pfarrkirche St. Maria Magdalena                      | Templin OT: Templin (Lage)                                                              | evangelisch                                  | Datierung 1201/1300 Umbau 1401/1500 Brand 1735 Umbau 1749 / Entwurf Samuel Karl Schmidt Restaurierung 1963 Restaurierung 1995–1998                                                    | weitere Bilder  |                | 09130690   | Q23882001        |
| Templin           | Baptistenkirche                                      | Templin OT: Templin Pestalozzistraße 12 (Lage)                                          | baptistisch                                  | Datierung 1859 Brand 1945 Wiederaufbau 1952 Umbau 2002 | Bild gesucht BW |                |            |                  |
| Templin           | Hospitalkapelle                                      | Templin OT: Templin Berliner Straße 5 (Lage)                                            | evangelisch                                  | Datierung 1301/1350 Restaurierung 1864–1868 und 1996–1997 | weitere Bilder  |                | 09130691   | Q23852993        |
| Templin           | Herz-Jesu-Kirche                                     | Templin OT: Templin Prokopiusstraße 1 (Lage)                                            | katholisch                                   | Datierung 1934–1935 / Entwurf Carl Kühn Teilzerstörung 1944 Wiederaufbau nach 1945 Umbau 1978–1980                                                                                    | weitere Bilder  |                | 09130942   |                  |
| Thomsdorf         | Dorfkirche                                           | Boitzenburger Land OT: Thomsdorf (Lage)                                                 | evangelisch                                  | Datierung 1251/1300 Umbau um 1700 Brand und Restaurierung 1990 | weitere Bilder  |                | 09130437   |                  |
| Tornow            | Dorfkirche                                           | Göritz OT: Tornow (Lage)                                                                | evangelisch                                  | Datierung 1301/1350 Umbau 1728 Restaurierung 1991–1993 | weitere Bilder  |                | 09130052   |                  |
| Trampe            | Dorfkirche                                           | Brüssow OT: Trampe (Lage)                                                               | evangelisch                                  | Datierung 1251/1300 Umbau 1738–1740 Restaurierung 1992 | weitere Bilder  |                | 09130070   |                  |
| Trebenow          | Dorfkirche                                           | Uckerland OT: Trebenow (Lage)                                                           | evangelisch                                  | Datierung 1401/1500 Umbau um 1600 Umbau 1695 Restaurierung 1988–1990 | weitere Bilder  |                | 09130710   |                  |
| Vierraden         | Kreuzkirche                                          | Schwedt/Oder OT: Vierraden Kirchstraße (Lage)                                           | evangelisch                                  | Datierung 1788 / Entwurf Georg Wilhelm Berlischky Teilzerstörung 1945 | weitere Bilder  | Innenansichten | 09130715   |                  |
| Vietmannsdorf     | Dorfkirche                                           | Templin OT: Vietmannsdorf (Lage)                                                        | evangelisch                                  | Datierung 1927 | weitere Bilder  |                | 09130723   |                  |
| Wallmow           | Dorfkirche                                           | Carmzow-Wallmow OT: Wallmow (Lage)                                                      | evangelisch                                  | Datierung 1251/1300 Umbau 1841–1843 | weitere Bilder  |                | 09130726   |                  |
| Warnitz           | Dorfkirche                                           | Oberuckersee OT: Warnitz Am Ring (Lage)                                                 | evangelisch                                  | Datierung 1301/1400 Umbau 1738 Umgestaltung 1975–1978 | weitere Bilder  |                | 09130178   |                  |
| Warthe            | Dorfkirche                                           | Boitzenburger Land OT: Warthe (Lage)                                                    | evangelisch                                  | Datierung 1701/1800 Umbau 1825 | weitere Bilder  |                | 09130727   |                  |
| Wartin            | Dorfkirche                                           | Casekow OT: Wartin (Lage)                                                               | evangelisch                                  | Datierung 1251/1300 Wiederaufbau 1651/1700 Umbau 1701/1750 Umbau 1853 Restaurierung 1968                                                                                              | weitere Bilder  |                | 09130731   |                  |
| Weggun            | Dorfkirche                                           | Nordwestuckermark OT: Weggun Kirchweg (Lage)                                            | evangelisch                                  | Datierung 1832 Restaurierung 1995 | weitere Bilder  | Innenansichten | 09130099   | Q101849286       |
| Welsow            | Dorfkirche                                           | Angermünde OT: Welsow Am Töpferberg (Lage)                                              | evangelisch                                  | Datierung 1251/1300 Umbau 1701/1800 Sanierung 1980/1989 Sanierung 2000/2006 | weitere Bilder  |                | 09130735   | Q101849435       |
| Werbelow          | Dorfkirche                                           | Uckerland OT: Werbelow (Lage)                                                           | evangelisch                                  | Datierung 1585 Umbau 1801/1900 | weitere Bilder  |                | 09130712   |                  |
| Weselitz          | Dorfkirche                                           | Uckerfelde OT: Weselitz (Lage)                                                          | evangelisch                                  | Datierung 1251/1300 Umbau und Erweiterung 1860 | weitere Bilder  |                | 09130043   | Q63341573        |
| Wichmannsdorf     | Dorfkirche                                           | Boitzenburger Land OT: Wichmannsdorf (Lage)                                             | evangelisch                                  | Datierung 1251/1300 Erweiterung und Umbau 1724 Brand 1892 Wiederaufbau 1892 | weitere Bilder  |                | 09130736   | Q44323001        |
| Wilmersdorf       | Dorfkirche                                           | Angermünde OT: Wilmersdorf Wilmersdorfer Straße (Lage)                                  | evangelisch                                  | Datierung 1801/1900 Umbau 1936 / Johannes Rosenthal Sanierung nach 1999 | weitere Bilder  |                | 09130737   |                  |
| Wilsickow         | Dorfkirche                                           | Uckerland OT: Wilsickow (Lage)                                                          | evangelisch                                  | Datierung 1251/1300 Umbau 1701/1800 und 1873 und nach 1920 | weitere Bilder  |                | 09130182   |                  |
| Wismar            | Dorfkirche Wismar                                    | Uckerland OT: Wismar (Lage)                                                             | evangelisch                                  | Datierung 1251/1300 Umbau und Erweiterung 1825 | weitere Bilder  |                | 09130184   | Q73365836        |
| Wittstock         | Wüste Kirche                                         | Nordwestuckermark OT: Wittstock (Lage)                                                  | Ruine                                        | Datierung 1201/1300 | Bild gesucht BW |                |            |                  |
| Woddow            | Dorfkirche                                           | Brüssow OT: Woddow (Lage)                                                               | evangelisch                                  | Datierung 1251/1300 Teilabbruch 1962/1963 Wiederaufbau 1966 | weitere Bilder  |                | 09130185   |                  |
| Wolfshagen        | Kirche Wolfshagen                                    | Uckerland OT: Wolfshagen Kirchstraße 12 (Lage)                                          | evangelisch                                  | Datierung 1850–1858 | weitere Bilder  |                | 09130188   | Q14540877        |
| Wolletz           | Dorfkirche                                           | Angermünde OT: Wolletz                                                                  | abgetragen                                   | Datierung 1599 Abgebrochen 1965 |                 |                |            |                  |
| Wollin            | Dorfkirche                                           | Randowtal OT: Wollin (Lage)                                                             | evangelisch                                  | Datierung 1251/1300 Erweiterung 1701/1715 Restaurierung 1995–1996 | weitere Bilder  |                | 09130038   | Q101849356       |
| Wollschow         | Dorfkirche                                           | Brüssow OT: Wollschow (Lage)                                                            | evangelisch                                  | Datierung 1774 Restaurierung 1989 | weitere Bilder  |                | 09130205   | Q101849379       |
| Woltersdorf       | Dorfkirche                                           | Casekow OT: Woltersdorf (Lage)                                                          | evangelisch                                  | Datierung 1251/1300 Teilzerstörung 1618/1648 Umbau um 1700 Restaurierung 1993–1994 | weitere Bilder  |                | 09130757   | Q67682459        |
| Zernikow          | Dorfkirche                                           | Nordwestuckermark OT: Zernikow (Lage)                                                   | evangelisch                                  | Datierung 1251/1300 Erweiterung 1701/1800 | weitere Bilder  |                | 09130076   | Q101849396       |
| Zichow            | Dorfkirche                                           | Zichow OT: Zichow (Lage)                                                                | evangelisch                                  | Datierung 1251/1300 Umbau 1883 Restaurierung 1961 | weitere Bilder  |                | 09130759   |                  |
| Ziemkendorf       | Dorfkirche                                           | Randowtal OT: Ziemkendorf (Lage)                                                        | evangelisch                                  | Datierung 1251/1300 | weitere Bilder  |                | 09130208   |                  |
| Zollchow          | Dorfkirche                                           | Nordwestuckermark OT: Zollchow (Lage)                                                   | evangelisch                                  | Datierung 1251/1300 Umbau 1694 | weitere Bilder  |                | 09130150   | Q101849400       |
| Zützen            | Dorfkirche                                           | Schwedt/Oder OT: Zützen Zützener Dorfstraße Lage                                        | evangelisch                                  | Datierung 1251/1300 Umbau und Sanierung und Umgestaltung 1665/1713 Umbau 1857 Erweiterung 1909 Umgestaltung 1962                                                                      | weitere Bilder  |                | 09130008   | Q28089443        |